# Sysert (stad)
Sysert (Russisch: Сысерть) is een stad in het zuiden van de Russische oblast Sverdlovsk op de oostelijke hellingen van de Centrale Oeral aan de gelijknamige rivier Sysert (zijrivier van de Iset, stroomgebied van de Ob) op 43 kilometer ten zuiden van Jekaterinenburg. Het is het bestuurlijk centrum van het gemeentelijk district Sysertski.

## Geschiedenis
De plaats werd al in vroege tijden bewoond. Net als op de berg Azov zijn er bronzen en stenen voorwerpen als pijlpunten en vogelbeeldjes gevonden. Het hydroniem "sysert" is een samentrekking van de twee Zurjeense woorden "si" en "sort"; "si" betekent haar of stapel (волос) en "sort" rivierdal met dicht ziversparbos.
Sysertski fabriek werd gesticht in 1732 toen er een nederzetting ontstond bij de bouw van de metallurgische Nizjnesysert gietijzer- en ijzerwerken aan de samenloop van de rivieren Sysert en Tsjornaja, welke plek was uitgezocht door mijnbouwingenieur Georg Wilhelm de Gennin in 1731. Er werd hiervoor tevens een dam gebouwd in de rivier bij deze samenloop. Het ijzererts werd gewonnen uit een laag die was gevonden door kleine boeren uit de nederzetting Aramil in 1680. De fabrieksgebouwen werden beschermd met fortificaties ter bescherming tegen eventuele aanvallen door de Basjkieren. Naast de fabriek werd later een steenhouwerij gebouwd. Sysert was daarop lange tijd het bestuurlijk centrum van de mijnbouwregio Sysert met nederzettingen als Sysertski, Polevskoj, Severski, Verchne Sysertski en Iliejnski en een aantal tin- en goudmijnen. Sysert werd in 1979 gepland en gebouwd door handelaar en zoutproducent Aleksej Toertsjaninov als een typisch voorbeeld van 18e-eeuwse architectuur. In 1932 werd de naam van de plaats veranderd naar Sysert en in 1946 kreeg het de status van stad onder districtsbestuur.

## Economie
Een van de grootste bedrijven is Oeralgidromasj, de huidige voortzetting van de Nizjnesysert gietijzer- en ijzerwerken die vooral hydraulische machines en machines voor de chemische, elektriciteits- en olie-industrie produceert. Er zijn verder houtverwerkende bedrijven en fabrieken voor de productie van grondstoffen voor leidingen en porselein. De landbouw bestaat uit granen als tarwe, maïs, haver, rogge en boekweit, veevoeders, groenten en aardappelen. Ook wordt er vee gehouden en vogels. In de buurt bevinden zich lagen van graniet, marmer, rhodoniet, chroom, klei en zand.

## Bezienswaardigheden
In het historisch centrum van Sysert, dat nog steeds veel oude karakteristieke houten gebouwen kent, bevindt zich onder andere de Kathedraal van Simeon en Anna uit 1788 en het voormalige gebouw van de tsifirnye-school uit 1735. Ook bevindt zich er een museum voor lokale geschiedenis en een museum over de schrijver Pavel Bazjov. Op 6 kilometer ten noordwesten van Sysert ligt het Talkov Kamienmeer (Talksteenmeer); een voormalige ondergelopen steengroeve waar talk werd gewonnen, waar zich groenachtige witte gelaagde geschiste talksteen bevindt.

## Demografie
| Ontwikkeling van het inwoneraantal | Ontwikkeling van het inwoneraantal | Ontwikkeling van het inwoneraantal | Ontwikkeling van het inwoneraantal | Ontwikkeling van het inwoneraantal | Ontwikkeling van het inwoneraantal | Ontwikkeling van het inwoneraantal | Ontwikkeling van het inwoneraantal |
| ---------------------------------- | ---------------------------------- | ---------------------------------- | ---------------------------------- | ---------------------------------- | ---------------------------------- | ---------------------------------- | ---------------------------------- |
| Jaar                               | 1897                               | 1959                               | 1970                               | 1979                               | 1989                               | 2002                               |                                    |
| Bevolking                          | 10.400                             | 19.600                             | 19.200                             | 21.400                             | 22.800                             | 22.200                             |                                    |

## Geboren in Sysert
- Pavel Bazjov (1879-1950), schrijver
- Lev Gonov (2000), wielrenner